# Nelson Rodrigues
Nelson Rodrigues (Recife, 23 de agosto de 1912 — Río de Janeiro, 21 de diciembre de 1980) fue un periodista, escritor y dramaturgo conservador brasileño. Su obra es extensa y se caracteriza por su crítica ácida a las costumbres de la sociedad brasileña, sobre todo la moralidad contradictoria de la burguesía y clase media carioca.
Con su obra Vestido de noiva revolucionó el teatro brasileño y consideró sus obras como «desagradables» ya que trataban temas espinosos para la sociedad de la época como el incesto, la infidelidad, la homosexualidad, etc.

## Biografía
Soy un niño que ve el amor por el ojo de la cerradura. Nunca he sido otra cosa. Nací niño, he de morir niño. Y el ojo de la cerradura es, realmente, mi óptica de fabulista. Soy (y siempre he sido) un ángel pornográfico (desde niño).
Nelson Rodrigues

### Infancia
Nació en Recife y fue el quinto de catorce hermanos. Siendo todavía un niño, Nelson Rodrigues se mudó a Río de Janeiro donde pasaría el resto de su vida. Su padre, el diputado federal y periodista Mário Rodrigues, estaba siendo perseguido políticamente y decidió establecerse en la capital en julio de 1916.  Encontró trabajo en el periódico Correio da Manhã, propiedad de Edmundo Bittencourt.
Según cuenta en sus Memórias, su gran fuente de inspiración fue la infancia vivida en la Zona Norte de Río. De esos años que pasó en una casa modesta en el 135 de la rua Alegre, (actual rua Almirante João Cândido Brasil), en el barrio Aldeia Campista, se nutrió de las historias provocadas por la moral vigente en la clase media de principios del siglo XX y sus tensiones morales y materiales para escribir sus crónicas y obras de teatro.
Su infancia estuvo marcada por este clima y por la propia personalidad del pequeño Nelson. Retraído, era un lector compulsivo de libros románticos del siglo XIX.Fue en esta época cuando Nelson descubrió el fútbol, una pasión que conservaría durante toda la vida y que marcaría su estilo literario.
En la década de 1920, Mário Rodrigues fundó el periódico A Manhã, tras pelearse con Edmundo Bittencourt. Sería en el periódico de su padre en el que Nelson comenzaría su carrera periodística, en la crónica de sucesos, con tan solo trece años. Las historias de crímenes pasionales y pactos de muerte entre parejas enamoradas no hacían sino estimular la imaginación del adolescente romántico que, posteriormente, utilizaría muchos de estas crónicas para escribir sus relatos. Fue en esta época cuando la familia Rodrigues consiguió alcanzar una situación económica cómoda y se mudó al barrio de Copacabana que entonces era un barrio lujoso de la periferia carioca.
A pesar de la prosperidad económica, Mário Rodrigues perdió el control accionario de A Manhã en favor de su socio. No obstante, en 1928, con el providencial auxilio financiero del vicepresidente Fernando de Melo Viana, Mário fundó el diario Crítica.
Como cronista deportivo, escribió textos antológicos sobre el Fluminense Football Club, del cual era un ferviente hincha. La mayoría de los textos se publicaban en el Jornal dos Sports. Junto a su hermano, el periodista Mário Filho, fue fundamental para que los partidos Fla-Flu se convirtiesen en uno de los grandes clásicos del fútbol brasileño. Creó personajes ficticios como Gravatinha e Sobrenatural de Almeida para escribir textos sobre los acontecimientos deportivos relacionados con el club de sus amores.

### Adolescencia y juventud
Continuó los pasos de sus hermanos Mílton, Mário Filho y Roberto y pasó a integrar la redacción del nuevo periódico. Allí, siguió escribiendo en la sección de sucesos mientras que su hermano Mário hacía lo propio en la sección de deportes y Roberto, un talentoso dibujante hacía las ilustraciones.Crítica era un éxito de ventas pues mezclaba una apasionada cobertura de las noticias políticas que sacudían el país con las crónicas sensacionalistas de crímenes. El 26 de diciembre de 1929, en la primera página de Crítica apareció la noticia de la separación del matrimonio formado por Sylvia Serafim y João Thibau Jr. Esa noticia, que estaba ilustrada por Roberto y firmada por el reportero Orestes Barbosa, acabaría en tragedia. Sylvia, la esposa que se había separado del marido y cuyo nombre salió a la luz en el reportaje irrumpió en la redacción del periódico y disparó contra Roberto con un arma que había comprado ese mismo día. Nelson fue testigo del crimen y la agonía del hermano, que moriría días después.
Mário Rodrigues, deprimido por la pérdida de su hijo, falleció pocos meses después. Sylvia, apoyada por las sufragistas y por buena parte de los periódicos que competían con el Crítica, fue absuelta del crimen. Durante la Revolución de 1930, la gráfica y la redacción del Crítica fueron disueltas y el periódico dejó de existir. Sin su cabeza de familia y sin fuentes de ingresos, la familia Rodrígues se hunde económicamente.
Fueron años de hambre de dificultades para todos. Su poca afinidad con el nuevo régimen haría que tardaran años en recuperarse de los daños causados por la tuberculosis.
Gracias a la ayuda de su hermano Mário, amigo Roberto Marinho, comenzó a trabajar en el periódico O Globo sin cobrar. Al poco tiempo, en 1932, comenzó a trabajar como reportero en ese mismo periódico. Poco tiempo después, se le diagnosticó una tuberculosis. Para tratársela, se va de Río y pasa una larga temporada en un sanatorio de la ciudad de Campos de Jordão. El tratamiento se lo paga Roberto Marinho que, de esa forma, logró la eterna gratitud por parte de Nelson. Una vez recuperado, volvió a Río y asumió la sección cultural de O Globo realizando la crítica de óperas. Asimismo, fue editor del suplemento O Globo Juvenil donde además de editar guionizó algunos tebeos para el suplemento, entre otros, una versión de El fantasma de Canterville de Oscar Wilde. En 1940 se casó con Elza Bretanha, colega de redacción.
A partir de la década de 1940, se divide entre su empleo en O Globo y la escritura de obras de teatro. En 1941 escribe A mulher sem pecado, que se estrenó con éxito de crítica pero fue un fracaso de público. Poco tiempo después firma la revolucionaria Vestido de noiva, obra dirigida por Zbigniew Ziembinski y que se estrenó en el Teatro Municipal de Río de Janeiro con enorme éxito.
Sería el creador de una sintaxis muy particular e inédita en los escenarios brasileños. Sus personajes llevaron al teatro expresiones típicamente cariocas y de argot de la época. Vestido de noiva se considera actualmente el marco inicial del moderno teatro brasileño.

### Madurez
En 1945 abandona O Globo y pasa a trabajar en los Diários Associados. En O Jornal, uno de los medios propagandísticos del magnate de las comunicaciones Assis Chateaubriand, comienza a escribir su primera novela por entregas Meu destino é pecar, que firmaba con el pseudónimo 'Susana Flag'. El éxito de esta novela disparó las ventas de O Jornal y animó a Nelson a escribir su tercera obra teatral Álbum de família.
En febrero de 1946, el texto de la obra fue censurado y prohibido (la censura se levantaría en 1965). En abril de 1948 estrenó Anjo negro, obra que le permitió comprarse una casa en el barrio de Andaraí. En 1949 se representó por primera vez Doroteia.
En 1950 comienza a trabajar en el periódico de Samuel Wainer, el Última Hora. En este periódico comienza a escribir las historias que conformarían A vida como ela é, su mayor éxito periodístico. En la década siguiente, pasa a trabajar en la recién fundada Rede Globo participando en la mesa redonda del programa Grande Resenha Esportiva Facit, la primera mesa redonda sobre fútbol de la televisión brasileña. En 1967 empieza a publicar sus Memórias en el periódico Correio da Manhã, el mismo en el que su padre había trabajado hacía cincuenta años.

### Últimos años
En la década de 1970, consagrado ya como periodista y dramaturgo, su salud empezó a empeorar debido a problemas gastroenterológicos y cardiacos. Estos problemas coincidieron con los años de la dictadura militar que él siempre había apoyado. Su hijo Nelson Rodrigues Jr. se hizo guerrillero y pasó a vivir en la cladestinidad. Estos años coinciden también con el fin de su matrimonio con Elza y el inicio de su relación con Lúcia Cruz Lima con la que tendría una hija, Daniela, que nació con problemas mentales. Tras el final de su relación con Lúcia, estuvo fugazmente casado con su secretaría Helena Maria antes de volver con Elza, su primera mujer.
Falleció en la mañana del domingo del 21 de diciembre de 1980, a los 68 años debido a complicaciones cardíacas y respiratorias. Fue enterrado en el Cementerio São João Batista, en Botafogo. Esa misma tarde, hizo un pleno de trece puntos en la quiniela brasileña (Loteca) en un boleto en el que también jugaban su hermano Augusto y algunos amigos de O Globo. Dos meses después, Elza hizo realidad la petición de su marido de grabar, aun en vida, su nombre al lado del de Nelson en la lápida de la tumba de éste bajo la inscripción: Unidos más allá de la vida y la muerte. Solo eso.

## Obra

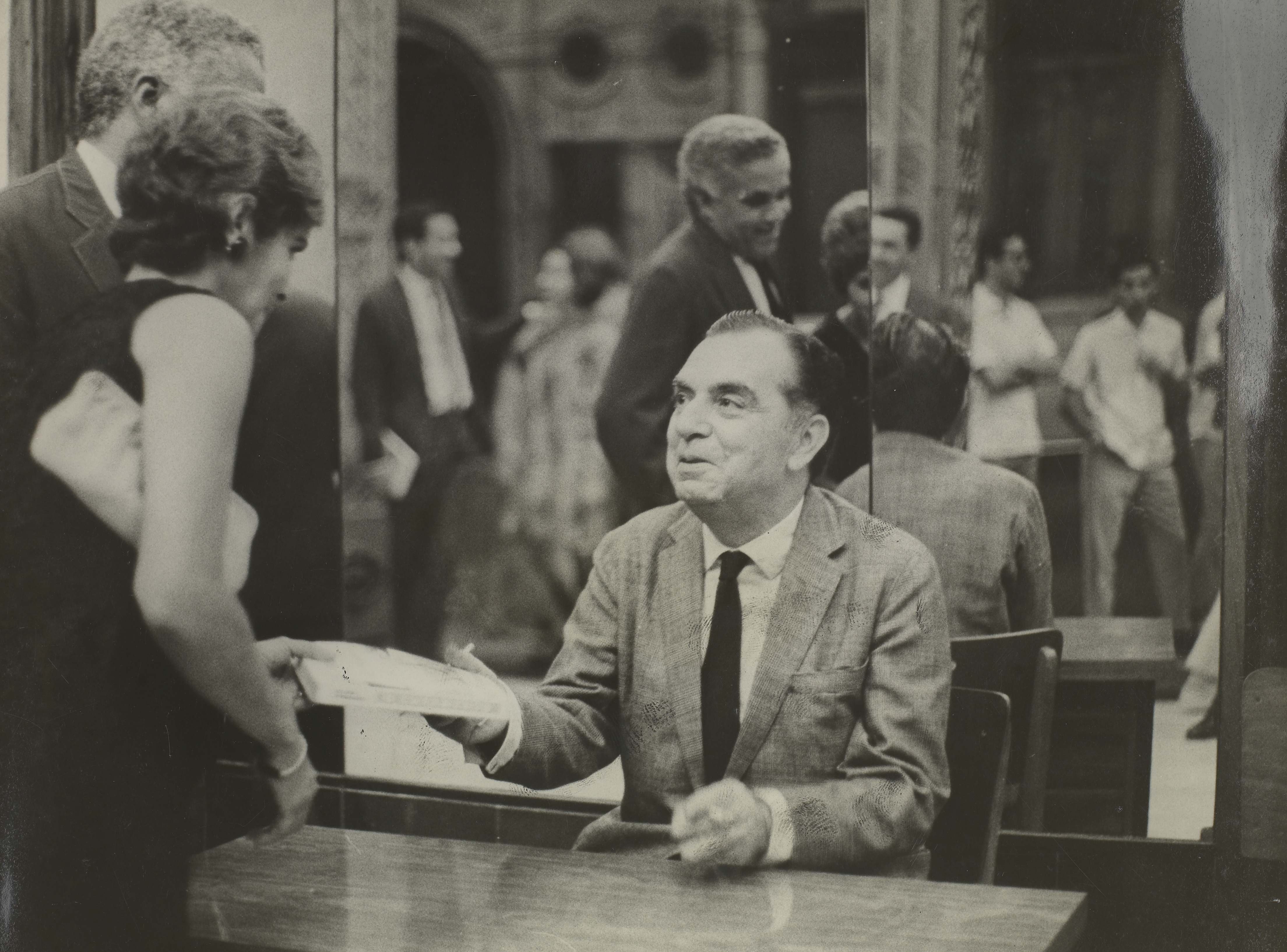
Nelson Rodrigues, 1967. Archivo Nacional del Brasil.

### Características
El teatro entró en la vida de Nelson Rodrigues de casualidad. Una vez que se encontraba en una situación de estrecheces económicas pensó que el teatro era una posibilidad de salir de esa situación. Por eso, escribió A mulher sem pecado, su primera obra. Según algunas fuentes, el género literario predilecto de Nelson era la novela y las obras teatrales seguían las normas de estas ya que son como novelas escritas de forma teatral. Nelson es un realista muy original y por eso no es coincidencia que fuera considerado un nuevo Eça de Queirós. De hecho, la prosa de Nelson era realista y, tal y como hacían los realistas del siglo XIX, criticó la sociedad y sus instituciones, especialmente el matrimonio.
A pesar de ser estrictamente realista en pleno Modernismo, Nelson no dejó de innovar tal y como hicieron los modernistas. El autor transpuso la tragedia griega para la sociedad carioca de principios de siglo XX y de esa transposición nació la "tragedia carioca" con las mismas reglas que la tragedia clásica pero con un tono contemporáneo.
El erotismo está muy presente en su obra, lo que le garantizó el título de realista. Nelson no dudó en denunciar la sordidez de la sociedad, tal y como hacía Eça de Queirós en su obras. Ese erotismo realista tuvo su origen en obras del siglo XIX como El primo Basílio y se desarrolló enormemente en la obra del autor pernamubucano. 

### Teatro
Escribió dieciséis obras de teatro. Su edición completa ocupa cuatro volúmenes, divididos según criterios del crítico Sábato Magaldi que agrupó las obras de acuerdo con sus características en tres grupos: obras psicológicas, obras míticas y tragedias cariocas. De esta forma, la división queda de la siguiente manera (la fecha entre paréntesis indica el estreno de la obra en Río de Janeiro):
Obras psicológicas
- A mulher sem pecado (1941) Dir: Rodolfo Mayer
- Vestido de noiva (1943) Dir: Ziembinski
- Valsa nº 6 (1951) Dir: Milton Rodrigues
- Viúva, porém honesta (1957) Dir: Willy Keller
- Anti-Nelson Rodrigues (1974) Dir: Paulo César Pereio

Obras míticas
- Álbum de família (1946) Dir:  Kleber Santos
- Anjo negro (1947) Dir: Ziembinski
- Senhora dos afogados (1947) Dir: Bibi Ferreira
- Dorotéia (1949) Dir: Ziembinski

Tragedias cariocas I
- A falecida (1953) Dir: José Maria Monteiro
- Perdoa-me por me traíres (1957) Dir: Léo Júsi
- Os sete gatinhos (1958) Dir: Willy Keller
- Boca de ouro (1959) Dir: José Renato

Tragedias cariocas II
- O beijo no asfalto (1960) Dir: Fernando Tôrres
- Bonitinha, mas ordinária (1962) Dir: Martim Gonçalves
- Toda nudez será castigada (1965) Dir: Ziembinski
- A serpente (1978) Dir: Marcos Flaksman

### Novelas
- Meu destino é pecar (1944)
- Escravas do amor (1944)
- Minha vida (1944)
- Núpcias de fogo (1948)
- A mulher que amou demais (1949)
- O homem proibido (1949)
- A mentira (1953)
- Asfalto selvagem (1959) (también conocido como Engraçadinha)
- O casamento (1966)

### Cuentos
- Cem contos escolhidos - A vida como ela é (1972)
- Elas gostam de apanhar (1974)
- A vida como ela é — O homem fiel e outros contos (1992)
- A dama do lotação e outros contos e crônicas (1992)
- A coroa de orquídeas (1992)

### Crónicas
- Memórias de Nelson Rodrigues (1967)
- O óbvio ululante: primeiras confissões (1968)
- A cabra vadia (1970)
- O reacionário: memórias e confissões (1977)
- Fla-Flu...e as multidões despertaram (1987)
- O remador de Ben-Hur (1992)
- A cabra vadia - Novas confissões (1992)
- A pátria sem chuteiras (nuevas crónicas de fútbol) (1992)
- A menina sem estrela (memorias) (1992)
- À sombra das chuteiras imortais (crónicas de fútbol) (1992)
- A mulher do próximo (1992)
- Nelson Rodrigues, o Profeta Tricolor (2002)
- O Berro impresso nas Manchetes (2007)

### Telenovelas
Basadas en la obra de Nelson Rodrigues
- A morta no espelho TV Rio (1963)
- Sonho de amor TV Rio (1964)
- O desconhecido TV Rio (1964)
- O homem proibido TV Globo (1982)
- Meu destino é pecar TV Globo (1984)
- Engraçadinha... seus amores e seus pecados TV Globo (1995)
- A vida como ela é TV Globo (1996)

### Películas
Basadas en la obra de Nelson Rodrigues
- Somos dois (1950) Dirección: Milton Rodrigues
- Meu destino é pecar (1952) Dirección: Manuel Pelufo
- Mulheres e milhões (1961) Dirección: Jorge Ileli
- Boca de ouro (1963) Dirección: Nelson Pereira dos Santos
- Meu nome é Pelé (1963) Dirección: Carlos Hugo Christensen
- Bonitinha mas ordinária (1963) Dirección: J.P. de Carvalho
- Asfalto selvagem (1964) Dirección: J.B. Tanko
- A falecida (1965) Dirección: Leon Hirzman
- O beijo (1966) Dirección: Flávio Tambellini
- Engraçadinha depois dos trinta (1966) Dirección: J.B. Tanko
- Toda nudez será castigada (1973) Dirección: Arnaldo Jabor
- O casamento (1975) Dirección: Arnaldo Jabor
- A dama do lotação (1978) Dirección: Neville d'Almeida
- Os sete gatinhos (1980) Dirección: Neville d'Almeida
- O beijo no asfalto (1980) Dirección: Bruno Barreto
- Bonitinha mas Ordinária ou Otto Lara Rezende (1981) Dirección: Braz Chediak
- Álbum de família (1981) Dirección: Braz Chediak
- Engraçadinha (1981) Dirección: Haroldo Marinho Barbosa
- Perdoa-me por me traíres (1983) Dirección: Braz Chediak
- Boca de ouro (1990) Dirección: Walter Avancini
- Vestido de noiva (2006) Dirección de Joffre Rodrigues